# ميهو كانيدا
ميهو كانيدا (金田 美保) هو لاعب كرة قدم. ولعبت مع منتخب اليابان لكرة القدم للسيدات.